# Maria von Schweinitz und Krein
Maria von Schweinitz und Krein, po ślubie Maria Henckel von Donnersmarck (ur. 2 stycznia 1838 roku w Berghof, zm. 18 lutego 1914 roku w Nakle) – hrabianka.

## Biografia

### Pochodzenie i rodzina
Maria von Schweinitz und Krain urodziła się 2 stycznia 1838 roku w majątku Berghof na Dolnym Śląsku. Pochodziła z dawnego śląskiego rodu von Schweinitz, wywodzącego się ze średniowiecznej szlachty regionu. Jej ojcem był Hans Sigismund Guido, hrabia von Schweinitz und Krain, baron von Kauder (1806–1876), pełniący m.in. służbę pułkownika w armii pruskiej. Matką Marii była Flora Karoline Mathilda z domu von Hilvety (1819–1895). Rodzina Marii posiadała tytuł hrabiowski nadany w Prusach oraz dobra ziemskie m.in. w Kauder i innych majątkach śląskich. Maria miała dwie młodsze siostry: Matyldę (1841–1874) oraz Helenę (1846–1930).

### Małżeństwo i potomstwo
4 sierpnia 1858 roku Maria poślubiła hrabiego Łazarza IV Henckel von Donnersmarck. Uroczystość odbyła się w rodzinnym Berghof na Śląsku. Łazarz Henckel von Donnersmarck należał do zamożnego rodu górnośląskich magnatów - był synem hrabiego Hugona I Henckel von Donnersmarcka i Laury von Hardenberg. Po ślubie Maria przyjęła nazwisko męża, stając się hrabiną Henckel von Donnersmarck. Małżeństwo doczekało się trójki dzieci. Najstarsza córka Alicja Maria Laura Flora (1859–1927) poślubiła w 1878 r. hrabiego Alfreda Strachwitz von Groß-Zauche und Camminetz. Druga córka, Maria Teresa Józefina Wanda (1863–1941), wyszła za mąż dopiero w 1900 r. za barona Hansa von Saurma (1853–1922). Jedyny syn Edwin Hugo Łazarz (1865–1929) odziedziczył po ojcu część majątku i kontynuował tradycje rodzinne jako przemysłowiec i polityk.

### Działalność i majątki
Maria jako arystokratka pełniła rolę pani domu w znaczącej śląskiej rodzinie magnackiej. Wraz z mężem stała się współzałożycielką tzw. linii Nakło–Ramułtowice rodu Henckel von Donnersmarck. Linia ta miała swoje siedziby w Górnym i Dolnym Śląsku: główną rezydencją był pałac w Nakle Śląskim na Górnym Śląsku, zaś drugą ważną posiadłością – majątek Ramułtowice (niem. Romolkwitz) koło Wrocławia. Maria zarządzała domem i dobrami w Nakle, podczas gdy Łazarz administrował rozległymi aktywami rodzinnymi, w tym kopalniami i ziemią.

### Śmierć i dziedzictwo
Maria Henckel von Donnersmarck z domu von Schweinitz und Krain zmarła 18 lutego 1914 roku w pałacu w Nakle Śląskim, przeżywszy 76 lat. Jej mąż przeżył ją o zaledwie kilka miesięcy – hrabia Łazarz zmarł w grudniu 1914 we Wrocławiu. Maria została pochowana w rodzinnym grobowcu Donnersmarcków w mauzoleum przy kościele w Nakle Śląskim.